# Джеймс Клінтон
Джеймс Клінтон (англ. James Clinton) — шотландський боксер найлегшої ваги, фіналіст чемпіонату Європи з боксу (1947), дворазовий чемпіон Великої Британії (1944, 1947).

## Життєпис
У 1944 році виграв чемпіонат Великої Британії у найлегшій вазі, перемігши у фіналі А. А. Гамфрі.
У 1947 році вдруге виграв чемпіонат Великої Британії у найлегшій вазі, перемігши у фіналі Генрі Карпентера.
Того ж року на першому повоєнному чемпіонаті Європи з боксу в Дубліні (Ірландія) переміг Флоріо Панкані (Італія), Джо Мерфі (Англія), і Франтішека Майдлоха (Чехословаччина). У фінальному двобої поступився Луїсу Мартінесу (Іспанія), задовольнившись срібною медаллю.
Відразу ж після завершення чемпіонату Європи перейшов у професійний бокс, але, провівши всього два поєдинки, завершив боксерську кар'єру.